# Joel Qwiberg
Joel Qwiberg, folkbokförd Joel Eduardo Qviberg, född 9 oktober 1992, är en svensk fotbollsspelare.

## Karriär
Qwibergs moderklubb är Klintehamns IK. Han gick som 20-åring över till Vasalunds IF år 2012. I juni 2014 värvades han och lagkamraten Kevin Kabran av nederländska Den Bosch.
Inför säsongen 2019 värvades Qwiberg av Örgryte IS. Efter säsongen 2019 lämnade han klubben.